# Mộc Châu (thị trấn)
Mộc Châu là thị trấn cũ, huyện lỵ của huyện Mộc Châu, tỉnh Sơn La, Việt Nam.

## Địa lý
Thị trấn Mộc Châu nằm ở trung tâm huyện Mộc Châu, có vị trí địa lý:
- Phía đông giáp thị trấn Nông trường Mộc Châu
- Phía tây và phía bắc giáp xã Mường Sang
- Phía nam giáp các xã Đông Sang và Mường Sang.

Thị trấn có diện tích 14,25 km², dân số năm 2017 là 11.026 người, mật độ dân số đạt 774 người/km².

## Hành chính

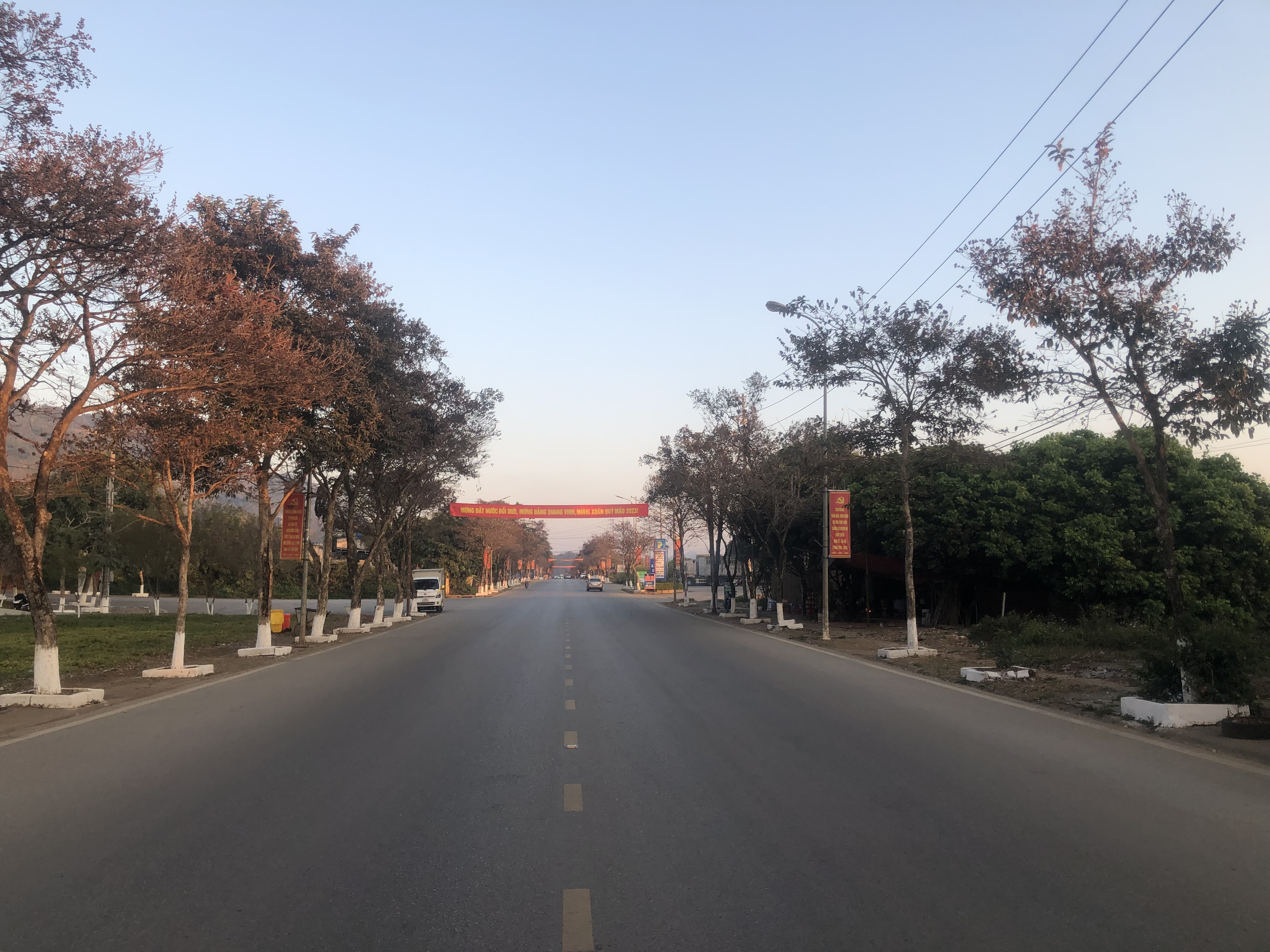
Quốc lộ 6 qua địa phận thị trấn Mộc Châu

Thị trấn Mộc Châu được chia thành 15 tiểu khu: 1, 2, 3, 4, 5, 6, 7, 8, 9, 10, 11, 12, 13, 14, Bản Mòn.

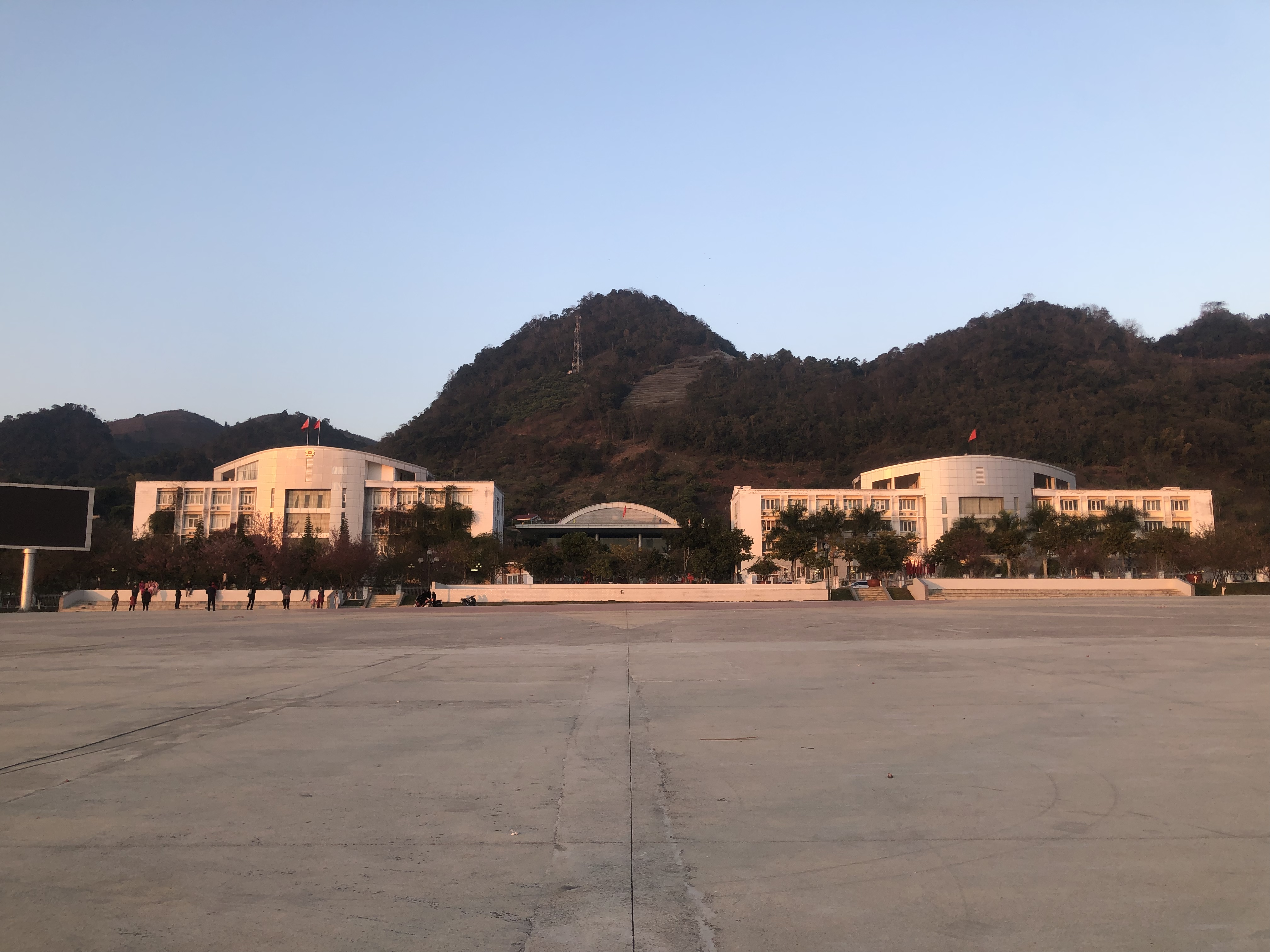
Toà nhà Huyện uỷ - Hội đồng nhân dân - Uỷ ban nhân dân huyện Mộc Châu tại thị trấn Mộc Châu

## Lịch sử
Thị trấn Mộc Châu được thành lập vào năm 1958 trên cơ sở tách phố Mộc thuộc xã Mường Sang.
Ngày 17 tháng 6 năm 2019, Bộ Xây dựng ban hành Quyết định số 532/QĐ-BXD công nhận đô thị Mộc Châu (gồm thị trấn Mộc Châu và thị trấn Nông trường Mộc Châu) là đô thị loại IV.
Ngày 14 tháng 11 năm 2024, Ủy ban Thường vụ Quốc hội ban hành Nghị quyết số 1280/NQ-UBTVQH15 về việc sắp xếp đơn vị hành chính cấp huyện, cấp xã của tỉnh Sơn La giai đoạn 2023 – 2025 (nghị quyết có hiệu lực từ ngày 1 tháng 2 năm 2025). Theo đó, giải thể thị trấn Mộc Châu để thành lập phường Mộc Lỵ và phường Mộc Sơn thuộc thị xã Mộc Châu.